# Neverwinter Nights
Neverwinter Nights — рольова відеогра від третьої особи, розроблена BioWare. Напочатку Interplay Entertainment повинні були стати видавцем проєкту, але через фінансові труднощі компанії, ліцензію на Neverwinter Nights було продано Infogrames Entertainment. Це перша частина серії Neverwinter Nights, яка була випущена на платформі Microsoft Windows 18 червня 2002 року, а пізніше, у червні 2003 року портована на Linux. MacSoft випустили порт для Mac OS X у серпні 2003 року.
Дія Neverwinter Nights розгортається у фентезійному світі кампанії Забутих Королівств, а ігрова механіка базується на правилах 3-ї редакції Dungeons & Dragons. Ігровий рушій було розроблено на базі інтернет-моделі для запуску багатокористувацьких онлайн-ігор (MMOG), де до одного сервера могли підключитися до 64 гравців. Ця гра була названа на честь оригінальної Neverwinter Nights, першої графічної багатоосібної онлайнової рольової гри (MMORPG), яка була активна у 1991—1997 роки на AOL.
Разом з релізом Neverwinter Nights було випущено набір інструментів Aurora, за допомогою якого, гравці могли створювати власні пригоди та ігрові модулі як для одиночної, так і для багатокористувацької кампанії. Згодом для гри було випущено три сюжетні розширення: Shadows of Undrentide у червні 2003 року, Hordes of the Underdark у грудні 2003 року і Kingmaker у листопаді 2005 року. Гра отримала широке визнання серед критиків та ряд нагород від іменитих світових спілок та видань, зокрема титул «Кращої рольової гри» від Академії інтерактивних мистецтв і наук, D.I.C.E. та інших. 31 жовтня 2006 року Obsidian Entertainment за участі BioWare, тепер у ролі консультанта, випустили сиквел Neverwinter Nights 2. 27 березня 2018 року компанією Beamdog було випущено оновлений HD-ремастер під назвою Neverwinter Nights: Enhanced Edition, який включає найуспішніші патчі від модерської спільноти, покращену графіку, платні преміум-модулі випущені BioWare, повернення мультиплеєра та всі сюжетні розширення.

## Ігровий процес

Ігровий інтерфейс (польською мовою) під час битви з босом: на екрані міні-карта, панель швидкого доступу, ігровий лог та склад активної групи

Основна сюжетна кампанія займає 60—80 чистих ігрових годин. У Neverwinter Nights використовується ізометричний вид від третьої особи з точки зору зверху вниз, де гравець керує протагоністом і його/її командою союзників, подібний до того, що використовується в Baldur's Gate. Однак у гравців є можливість обертати камеру, збільшувати та зменшувати масштаб. Початкове тестування, проведене BioWare, припустило, що при повному зменшенні персонаж гравця буде 1/15 висоти екрана, а при повному збільшенні персонаж буде займати третину екрана. Це залежить від роздільної здатності дисплея та від того, чи встановлено доповнення Hordes of the Underdark. На відміну від Baldur's Gate, розробники додали у свій новий рушій Aurora Engine необмежене обертання камери вбік (ліворуч/праворуч), що дозволяє гравцям безперервно обертати камеру. Обертання вгору-вниз має діапазон приблизно 90 градусів, починаючи від вертикалі до майже чистої горизонтальної, що більш-менш відповідає перспективі зору керованого персонажа.
Гравці зазвичай керують лише одним персонажем, єдиним винятком є фамільяри ігрових персонажів. Гравці мають лише частковий контроль над іншими членами активної групи та викликаними істотами. Поплічники у групі керуються штучним ігровим інтелектом, вони прийматимуть деякі команди гравця, але не будуть доступні для абсолютного контролю, як це було можливо в серії Baldur's Gate. Наприклад, гравець може дати вказівку почати (або припинити) атаку, але не може вказати, на якого ворога націлитися, або яку тактику слід використовувати. У контексті певного модуля гравець може отримати різні типи персонажів у свою активну групу, але вони завжди залишатимуться під основним контролем штучного інтелекту.
Оскільки це рольова відеогра, заснована на наборі правил Dungeons & Dragons 3-ї редакції, створення протагоніста включає вибір статі, зовнішності, раси та класу, а потім призначення очок навичок. У грі представлено декілька готових персонажів на вибір гравця, або є можливість створити свого унікального персонажа з нуля. Neverwinter Nights використовує систему d20, представлену в Dungeons & Dragons, де кидок кубика використовується для визначення ймовірності та ефективності кожної дії, включаючи атаки та рятівні кидки (англ. Saving throw). Дія гри розгортається в сетингу кампанії Забутих Королівств. Гравець може досліджувати різні райони Фейруну, включно з його містами, лісами та підземеллями, виконуючи квести і заробляючи бали досвіду, внутрішньоігрову валюту та предмети. Уся група співпрацює під час бою, а поведінка персонажів визначається їхнім класом і здібностями. Отримавши певну кількість досвіду, персонажі підвищують свій рівень, що дозволяє їм отримати нові здібності та вміння. Із виходом розширень Shadows of Undrentide і Hordes of the Underdark, гравці отримати доступ до престижкласів, — більш спеціалізованих версій базових класів, здобути які можлипо лише виконавши певні вимоги прокачки персонажа. Персонажі можуть використовувати відповідну до своЇх класів зброю, броню чи одяг, що відповідно змінює їх зовнішній вигляд.

### Мультиплеєр
Потужний багатокористувацький компонент відрізняє Neverwinter Nights від попередніх ігор BioWare у D&D всесвіті. Залежно від апаратного забезпечення та пропускної здатності, кожен сервер міг підтримувати до 96 гравців. Ігрові модулі Neverwinter Nights мали досить різноманітну тематику та жанрове наповнення, включаючи як класичні рольові кампанії та бойові PvP арени, так і цілі сервери, призначені для сексуально орієнтованої рольової гри, або навіть прості соціальні зустрічі, схожі на чат. Окрім вартості самої гри, у Neverwinter Nights ні видавець, ні розробник не стягували щомісячної плати за багатокористувацький режим. Крім того, Ліцензійна угода з кінцевим користувачем (EULA) забороняла гравцям продавати модулі або стягувати плату за доступ до сервера.
Важливою особливістю Neverwinter Nights є «Dungeon Master Client» — інструмент, який дозволяє людині взяти на себе роль Майстра підземель, який веде гравців через історію та має повний контроль над сервером. Ігри, такі як Vampire: The Masquerade – Redemption, засновані на друкованих книгах від White Wolf Publishing, також використовували цю функцію в обмеженій мірі. Саме випуск Neverwinter Nights вважається першою успішною реалізацією цієї функції. DM Client дозволяє гравцям брати участь у звичайних кампаніях та постійним світовим серверам процвітати, дозволяючи Майстрам підземель цих серверів створювати та контролювати тамтешніх неігрових персонажів та монстрів, майже так само, як це реалізується у стратегіях в реальному часі.

Приклад інтерфейсу Aurora Toolset під час створення ігрових модифікацій

### Користувацький контент
Aurora Toolset — набір інструментів включений в Windows-версію Neverwinter Nights, котрий дозволяє гравцям створювати свої власні кампанії та модулі на основі ігрового рушія Aurora Engine. Він поєднує в собі необхідні для розробки доповнень утиліти: редактор локацій, скриптів, діалогів, об'єктів, журналів, стосунків, та багато чого іншого. Популярність Neverwinter Nights опирається не тільки на сюжетну кампанію від BioWare, а, у значній мірі, на ігровий тулсет, з яким тисячі гравців і шанувальників серії змогли створювати власні модулі і пригоди.
Незважаючи на вік гри, модерська спільнота Neverwinter Nights залишається активною. Модерами створено понад 4 тисячі ігрових модулів і надалі продовжує розвиватись. Спадщина створення модів до гри була продовжена і в Neverwinter Nights 2. Україномовних модулів, на жаль, взагалі немає.

## Розробка
Перші згадки про Neverwinter Nights з'явилися у інтерв'ю розробників в 1997 році, а робота над нею розпочалася в січні 1998 року. Команда розробників налічувала 65 працівників. Розробка тривала більше року, а проєкт мав багатомільйонний бюджет. Спочатку гра повинна була бути зосереджена на мультиплеєрі, але через кілька місяців розробки, команда вирішила змінити концепцію. За словами продюсера Трента Остера, головною локацією-хабом у грі місто Невервінтер планувалося з самого початку. BioWare хотіли повторити успіх оригінальної Neverwinter Nights 1991 року, створивши подібне згуртоване фан-ком'юніті. Офіційний анонс гри відбувся в серпні 1999 року на Gen Con. Під час розробки, BioWare тісно співпрацювали з Wizards of the Coast, щоб узгодити всі зміни в механіці 3-ї редакції правил Dungeons & Dragons.
Оскільки ігровий рушій Infinity Engine, який BioWare використовували ще з часів Baldur's Gate, на момент розробки Neverwinter Nights вже безнадійно застарів, програмісти студії створили новий рушій Aurora Engine, який по суті є покращеною версією Infinity Engine. Він включав повну підтримку 3D-графіки, освітлення та тіні в реальному часі і об’ємний звук. Гра включала «Aurora toolset» — набір інструментів, що дозволяє користувачам створювати власні модулі пригод, у які можна грати як в одиночній, так і багатокористувацькій кампанії. Набір інструментів користувався великою популярністю серед модерської спільноти, з його допомогою було створено понад тисячу фанатських модулів тільки за перше півріччя після релізу.
Спочатку видавцем проєкту повинні були стати Interplay Entertainment, але у вересні 2001 року BioWare розірвали контракт з видавцем та, сумісно з студією Parallax, подали позов до суду на компанію за незаконне субліцензування їх ігор та неоплачені роялті. Згодом видавцем гри стала компанія Infogrames Entertainment, а реліз Neverwinter Nights перенесли на літо 2002 року. У березні було випущено інтро з гри, в якому юний лорд Нешер бореться з мінотавром. Незабаром, в квітні 2002 року, стартувала реєстрація у відкритий бета-тест. У травні була випущена пробна версія редактора Aurora Toolset.
Neverwinter Nights пішла на золото 12 червня 2002 року. Перед релізом розробники виставили на аукціон дві копії гри з власними підписами. Зібрані кошти було передано на благодійність. Демо-версія, у якій було предствлено повністю грабельний пролог, була доступна в грудні 2002 року.

## Реліз
На релізі Neverwinter Nights видавець Infogrames відправив 1 мільйон копій гри до магазинів, причому половину було відправлено в Північну Америку, а решту — на міжнародні ринки. Neverwinter Nights стала однією з перших ААА-проєктів, де ціна перейшла встановлену на той момент умовну позначку у 50 доларів ― видавець оцінив кожну копію своєї гри у 55 доларів, що привело до справжньої бурі серед спільноти на старті продажів. Колумніст CNN Money Кріс Морріс повідомив, що «геймери голосно скаржилися» на це рішення. Після релізу з 18 по 27 червня було продано 125 тисяч копій. Гра дебютувала на першому місці в чарті продажів комп’ютерних ігор NPD Group протягом 16―22 червня і утримувала цю позицію протягом двох тижнів, перш ніж був витісненою Warcraft III: Reign of Chaos. Тим не менш, Neverwinter Nights залишалася в топ-10 чарту протягом перших трьох місяців після випуску. До 23 липня глобальні продажі гри перевищили 200 тисяч копій. За даними NPD Group, продажі в Північній Америці перевищили 330 тисяч копій до кінця грудня, що принесло дохід у 18 мільйонів доларів. За підсумками року, Neverwinter Nights зайняла 11-ту позицію у списку відеоігор за кількістю проданих копій у 2002 році.
Грег Зещук зазначив у червні 2003 року, що Neverwinter Nights було продано кількістю понад 1 мільйон копій ще до випуску його першого сюжетного розширення. Тільки в Сполучених Штатах до серпня 2006 року було продано 510 тисяч копій гри та зароблено 23,2 мільйона доларів. На той час видання Edge оголосило її 26-ю найбільш продаваною відеогрою в країні, випущеною з січня 2000 року. Він також отримав «Срібну» нагороду за продажі від Асоціації інтерактивних розваг Великобританії, що вказує на продаж щонайменше у 100 тисяч копій тільки у Великобританії. Сумарні глобальні продажі Neverwinter Nights з усіма доповненнями перевищили 2,6 мільйона копій на початок 2005 року, до серпня 2006 року лише в Сполучених Штатах було продано 1,3 мільйона копій. Без урахування доповнень, оригінальна Neverwinter Nights зрештою розійшлася тиражем у 2,2 мільйона копій станом на 2007 рік.

### Завантажувальний контент
Перше сюжетне розширення до гри, Shadows of Undrentide, вийшло у червні 2003 року і ввело в ігрову механіку престиж-класи та можливість міняти екіпірування супутників. Сюжетна лінія переносить дію в Срібні Межі (англ. Silver Marches), потім у пустелю Анаурох (англ. Anauroch) і стародавнє місто Ундрентайд (англ. Undrentide) на руїнах загиблої імперії Нетеріс (англ. Netherese). Друге доповнення Hordes of the Underdark було випущено в грудні 2003 року. Доповнення підвищило максимальний рівень персонажа та додало нові престиж-класи, заклинаня, риси персонажа, внутрішньоігрові предмети та нові види ворогів. Крім того, з'явилася підтримка процесора Intel Pentium 4, чого не було в попередніх версіях. Сюжетно, це пряме продовження Shadows of Undrentide — дія гри відбувається в підземеллі міста Глибоководдя, під назвою Підгір'я, куди ринули орди темних ельфів-дроу. Потім герой спускається ще глибше під землю, у Підморок (англ. Underdark), а після цього пригоди заводять його навіть у саме Пекло, де він повинен буде в черговий раз врятувати світ, перемігши лорда Канії Мефістофеля. Kingmaker було випущено в листопаді 2005 року і складався з трьох преміум-модулів: Kingmaker, Shadowguard і Witch's Wake.
Infogrames та BioWare допомогли просувати та випускати безкоштовний завантажуваний контент, який значно розширював можливості створення модів. Зокрема, у березні 2004 року (останнє оновлення в січні 2017 року), BioWare офіційно випустили Community Expansion Pack (CEP), заснований на матеріалах створених спільнотою, що поєднував в собі значну кількість найвідоміших модів ком'юніті.
Наприкінці 2004 року BioWare запустили свій інтернет-магазин і почали продавати так звані «преміум-модулі», як частину своєї програми цифрового розповсюдження. Цю ініціативу очолив Роб Бартел, провідний дизайнер студії. Ці невеликі пригоди представили собою нові невеличкі сюжетні доповнення з новою музикою та інколи графічними виправленнями, які BioWare пізніше інтегрували в наступні патчі до основної гри. За словами родробників, дохід, отриманий від продажу преміум-модулів, використовувався для підтримки спільноти та забезпечення постійних оновлень і вдосконалень гри. Модулі, які продавалися в магазині BioWare, потребували постійного інтернет-підключення, навіть при одиночному режимі гри. Модулі в розширенні Kingmaker позбавлені цієї вимоги, але вони доступні лише на платформі Windows. У серпні 2009 року, за вимогою видавця, BioWare припинили продаж преміум-модулів.

### Перевидання
Atari випустили декілька версій Neverwinter Nights після її першого випуску в 2002 році:
- Neverwinter Nights: Gold (2003), яке включає Shadows of Undrentide
- Neverwinter Nights: Platinum (2004) (в Європі: Neverwinter Nights: Deluxe Edition), до якого увійшли обидва сюжетні доповнення Shadows of Undrentide та Hordes of the Underdark
- Neverwinter Nights: Diamond (2005) (в Європі: Neverwinter Nights Deluxe: Special Edition), до якого увійшов весь контент з видання Platinum та доповнення Kingmaker
  - В 2010 році, видання Diamond стало доступним для розповсюдження у цифровому магазині GOG.com.

Atari також перевипустили гру разом з обома її доповненнями:
- Atari Collection: Rollenspiele (2005)
- Neverwinter Nights 2: Lawful Good Edition (2006)
- Neverwinter Nights 2: Chaotic Evil Edition (2006)
- Ultimate Dungeons & Dragons (2006); Rollenspiele: Deluxe Edition (2007)
- Neverwinter Nights 3-Pack (2007)
- Neverwinter Nights: The Complete Collection (2011), у складі якого присутня також Neverwinter Nights 2 з усіма сюжетними доповненнями

## Оцінки і відгуки
| Агрегатор  | Оцінка |
| ---------- | ------ |
| Metacritic | 91/100 |

| Видання        | Оцінка  |
| -------------- | ------- |
| AllGame        | [ 53 ]  |
| Game Informer  | 8.75/10 |
| GamePro        | [ 55 ]  |
| GameSpot       | 9.2/10  |
| GameSpy        | 91/100  |
| GameZone       | 9.3/10  |
| PC Gamer (США) | 95/100  |

За даними агрегатора рецензій Metacritic, Neverwinter Nights отримала позитивні відгуки від ігрових критиків.
Видання GameSpot назвало її «однією з тих надзвичайно рідкісних ігор, яка може зацікавити практично всіх, навіть якщо вони не захоплюються рольовими іграми», і похвалили її за сюжетну кампанію, набір інструментів Aurora та графіку. Пізніше видання назвало її найкращою відеогрою червня 2002 року. Рецензент з PC Gamer US назвав гру «ігровою ПК-класикою на століття» і сказав, що «сюжет [є] дуже переконливим». Кріс Чан з New Straits Times сказав: «Neverwinter Nights — це мрія кожного рольового геймера». Allgame, в свою чергу, назвали сюжет гри «банальним» і «посереднім». Марк Медоуз з The Wisconsin State Journal погодився, сказавши, що гра була надто зосереджена на технічних деталях. Віктор Годінес з Tribune News Service не переймався покроковою бойовою системою, віддаючи перевагу прямому контролю. Він також сказав, що елементами керування іноді важко користуватися.
GamePro відзначили, що графіка гри «чудова», а звук «недоторканний», і GameZone також похвалили візуальні ефекти, особливо відзначивши бойову анімацію та ефекти заклинань. GameSpy не були настільки вражені графікою, сказавши: «Найбільший і, мабуть, єдиний явний недолік у грі — це її графіка. Дуже помітно, що ця гра розроблялася п’ять років[...]», однак вони високо оцінили озвучку та музику. Годінес погодився, і йому також сподобався аудіо супровід, він відзначив, зокрема, уривки розмов неігрових персонажів, які можна почути на задньому плані по всьому місту.
Allgame високо оцінили «Dungeon Master Client» у Neverwinter Nights, назвавши механіку створення рівнів у грі «вражаючими», а мультиплеєр «чудовим». GamePro вважали, що Neverwinter Nights — це відеоігра, яка точніше за всі існуючі репрезентує систему правил D&D, це твердження підкріпив Грег Касавін з GameSpot, який сказав, що «Neverwinter Nights — не перша відеогра, у якій використовуються правила 3-ї редакції Dungeons & Dragons, але перша, у якій вони настільки добре реалізовані». GameZone назвали Aurora Toolset однією з «найкращих функцій» гри. Джон Бріден з The Washington Post назвав включення набору інструментів «найрозумнішою річчю, яку зробили Bioware», додавши, що це було сміливим кроком на момент випуску гри.

## Нагороди
Академія інтерактивних мистецтв і наук (AIAS), PC Gamer US і GameSpot визнали Neverwinter Nights найкращою рольовою відеогрою 2002 року. RPG Vault оголосив її «Продуктом року», а журнал Computer Games Magazine назвав її другою найкращою відеогрою року в усіх жанрах, редактори також написали, що «однокористувацька кампанія просто прохідна», але вони високо оцінили інструменти для створення контенту, та стверджували, що «саме такими і повинні були бути рольові відеоігри».
Гра отримала спеціальні нагороди за свої технології від Computer Games, Game Developers Choice Awards (GDCA) і RPG Vault, причому, у випадку двох останніх — за програмування мережевих задач та Aurora Toolset відповідно. Aurora Toolset також було номіновано в категорії AIAS «Комп'ютерне моделювання». Neverwinter Nights отримала додаткові номінації в спеціальних категоріях AIAS за «Інновації в відеоіграх» та «Геймдизайн», а також за музику та сценарій від RPG Vault. Також гра виграла у номінації RPG Vault «Видатні досягнення у побудові спільноти».
Neverwinter Nights посіла друге місце в номінації «Рольова гра року» від Computer Gaming World, IGN, GameSpy і RPG Vault, котрі віддали перше місце The Elder Scrolls III: Morrowind. Редактори Computer Gaming World написали, що Neverwinter Nights «дала геймерам неймовірний набір інструментів для створення власних пригод — шкода, що однокористувацька кампанія спонукала весь персонал лише знизати плечима». Її також номінували як найкращу відеогру 2002 року загалом за версією GameSpot, PC Gamer US та AIAS і як «Гру року на будь-якій платформі» за версією GDCA. Але ці нагороди врешті розділили між собою Warcraft III, Battlefield 1942 і Metroid Prime.

## Спадщина
У 2014 році IGN поставили Neverwinter Nights на 4 місце в списку «11 найкращих ігор Dungeons & Dragons усіх часів». Ян Вільямс з Paste поставив гру на 4 місце у своєму списку «10 найкращих відеоігор Dungeons and Dragons» у 2015 році. Ця гра надихнула фанатів на зйомку багатьох фільмів, знятих з використанням технік машиніми синхронізації відеоматеріалів гри з попередньо записаними діалогами та іншим аудіо, таких як BloodSpell і Neverending Nights.
З моменту виходу Neverwinter Nights кілька внутрішньоігрових зображень були змінені в патчах через те, що вони були скопійовані із зовнішніх джерел. В одному випадку канадська спілка Червоного Хреста поскаржився на використанні BioWare офіційного символу Червоного Хреста на внутрішньоігровому предметі «Набір цілителя». Це призвело до того, що символ було замінено в одному з патчів.
Star Wars: Knights of the Old Republic, рольова відеогра у всесвіті Зоряних Війн, яка також була випущена BioWare з використанням модифікованої версії рушія Aurora, який отримав назву Odyssey Engine. Продовження Star Wars: Knights of the Old Republic II: The Sith Lords також використовувало його. Через це модерська спільнота доволі легко могла створювали моди до цих ігор за допомогою інструментів Aurora Toolset, випущених для Neverwinter Nights. Відьмак, рольова відеогра від CD Projekt Red, також розроблена на базі рушія Aurora Engine. BioWare також використовували Neverwinter Nights і її набір інструментів для розробки прототипів і макетів різних локацій і сценаріїв для Dragon Age: Origins.

### Сиквели
Продовження Neverwinter Nights, Neverwinter Nights 2, було розроблено Obsidian Entertainment, компанією з довгою історією співпраці з BioWare. За словами BioWare, зміна розробника була пов’язана з розробкою BioWare з франшиз Mass Effect і Dragon Age: Origins. Neverwinter Nights 2 була випущена в листопаді 2006 року.
23 серпня 2010 року Atari оголосили, що Cryptic Studios будуть розробляти Neverwinter, онлайнову рольову гру, засновану на однойменній серії книг Роберта Сальваторе. Гра заснована на системі правил Dungeons & Dragons, ліцензованій власності Wizards of the Coast і містить титульне місто Невервінтер. Реліз був запланований на початок 2013 року, але був відкладений до 20 червня 2013 року.

### Навчальне використання
Neverwinter Nights використовувалася коледжами та університетами для різноманітних освітніх цілей. ЇЇ використовували в Коледжі Вест-Ноттінгемшира у Великій Британії як засіб надання базових навичок ігрового кодування у початковому курсі ІТ-дизайнерів. Ініціатива «The Synthetic Worlds» в Університеті Індіани використала гру як основу для створення Arden: The World of Shakespeare, гри де можна інтерактивно дослідити Шекспірівську драму «Річард III» і Війну Червоної та Білої троянд. Саму гру та Aurora Toolset також використовували в Університеті Маккуорі в Австралії. Альбертський університет запропонував курс дизайну відеоігор, який використовує Neverwinter Nights і Aurora Toolset як платформу для навчання та курсових проєктів. Університет Міннесоти використовував гру, щоб навчити студентів журналістики, як збирати факти та інформацію для новин із модифікованою сучасною обстановкою для гри, яка передбачає опитування свідків і дослідження бібліотеки.